# Eryphus carinatus
Eryphus carinatus là một loài bọ cánh cứng trong họ Cerambycidae.